# Trisetaria dufourei
Trisetaria dufourei là một loài thực vật có hoa trong họ Hòa thảo. Loài này được (Boiss.) Paunero miêu tả khoa học đầu tiên năm 1950.